# A-ha
a-ha er en norsk pop rock gruppe som blev dannet i 1982 med medlemmerne Magne Furuholmen (keyboard, guitar, vokal), Pål Waaktaar – i dag Paul Waaktaar-Savoy (guitar, vokal) og Morten Harket (vokal).

## Historie
I 1985 slog de gennem både i Europa og i USA med Take On Me, blandt andet på grund af en delvis animeret video. Blandt gruppens senere hits er The Sun Always Shines on TV, Manhattan Skyline, The Living Daylights (fra James Bond-filmen Living Daylights), og Stay on These Roads.
I 1990 havde de et hit med en nyindspilning af Everly Brothers-sangen Crying in the Rain fra 1961.
Under "Rock in Rio II" festivalen i 1991 samlede a-ha 198.000 tilskuere på Maracanã-stadion i Rio de Janeiro. Dette er verdensrekorden for antal betalende til en koncert. Til sammenligning samlede George Michael og Guns N' Roses 60 000 tilskuere hver under den samme festival.
På grund af stærke personlige modsætninger i bandet, blev a-ha opløst i 1993. De mødtes igen i 1994 for at optræde under Vinter-OL 1994 i Lillehammer, blandt andet med en melodi de havde skrevet til Paralympics-legene, Shapes That Go Together. De mødtes også for at spille i forbindelse med uddelingen af Nobels fredspris i 1998. Efter dette gik gruppen i studiet og indspillede albummet Minor Earth Major Sky, som resulterede i en ny turne. I 2002 udgav de albummet Lifelines og solgte stadig godt, specielt i Europa.
I 2004 underskrev a-ha en kontrakt med Universal Music som indebar at bandet forpligtede sig til at producere tre nye album. I slutningen af 2005 udkom singlen "Celice", tæt fulgt af albummet "Analogue". I begyndelsen af 2006 kom singlen "Analogue (All I Want)" og markerede et stort comeback for a-ha. Singlen nåede en 10. plads på den britiske singleliste, den bedste placering siden slutningen af 80'erne.
Forsangeren Morten Harket regnes for at være en af verdens bedste sangere. Med sin fantastiske stemme slog Morten Harket også rekorden for at holde samme tone til en popkoncert nogensinde. Det var i sangen: Summer moved on hvor han holdt den samme tone i 20,2 sekunder 
I oktober 2009 valgte Morten, Magne og Paul på ny at gå hver til sit og fortsætte med andre projekter. Men i 2015 fandt de tre igen sammen og skabte albummet "Cast in Steel", som udkom 4. september samme år.

### Post-Covid ogTrue North(2022-nu)
I marts 2022 genoptog trioen sin turné i USA efter Covid-19-pandemien. Her blev det bekræftet, hvad der allerede var sivet ud i flere store musikmagasiner, at bandet arbejdede ikke bare med et helt nyt studiealbum med titlen "True North", men også med en film af samme navn. Begge dele ventes at udkomme i løbet af oktober 2022.
Førstesinglen "I'm in" udkom 8. juli 2022, og blev den første af i alt 12 nye sange fra den norske gruppe, og den første nye A-ha-sang i over syv år.

## Priser
I november 2012 blev alle tre bandmedlemmer slået til riddere af 1. klasse i St. Olavs Orden for deres bidrag til norsk musik.

## Diskografi

### Studiealbum
- Hunting High and Low (1985)
- Scoundrel Days (1986)
- Stay on These Roads (1988)
- East of the Sun, West of the Moon (1990)
- Memorial Beach (1993)
- Minor Earth Major Sky (2000)
- Lifelines (2002)
- Analogue (2005)
- Foot of the Mountain (2009)
- Cast in Steel (2015)
- True North (udkommer oktober 2022)

### Samlealbum
- Headlines and Deadlines: The Hits of a-ha (1991)
- The Singles 1984-2004 (2004)

### Livealbum
- How Can I Sleep With Your Voice in My Head (2003)